# Maria Arredondo
Maria Arredondo (ur. 6 lipca 1985 w Vennesla) – norweska piosenkarka i autorka tekstów.